# Détecteur de mines polonais

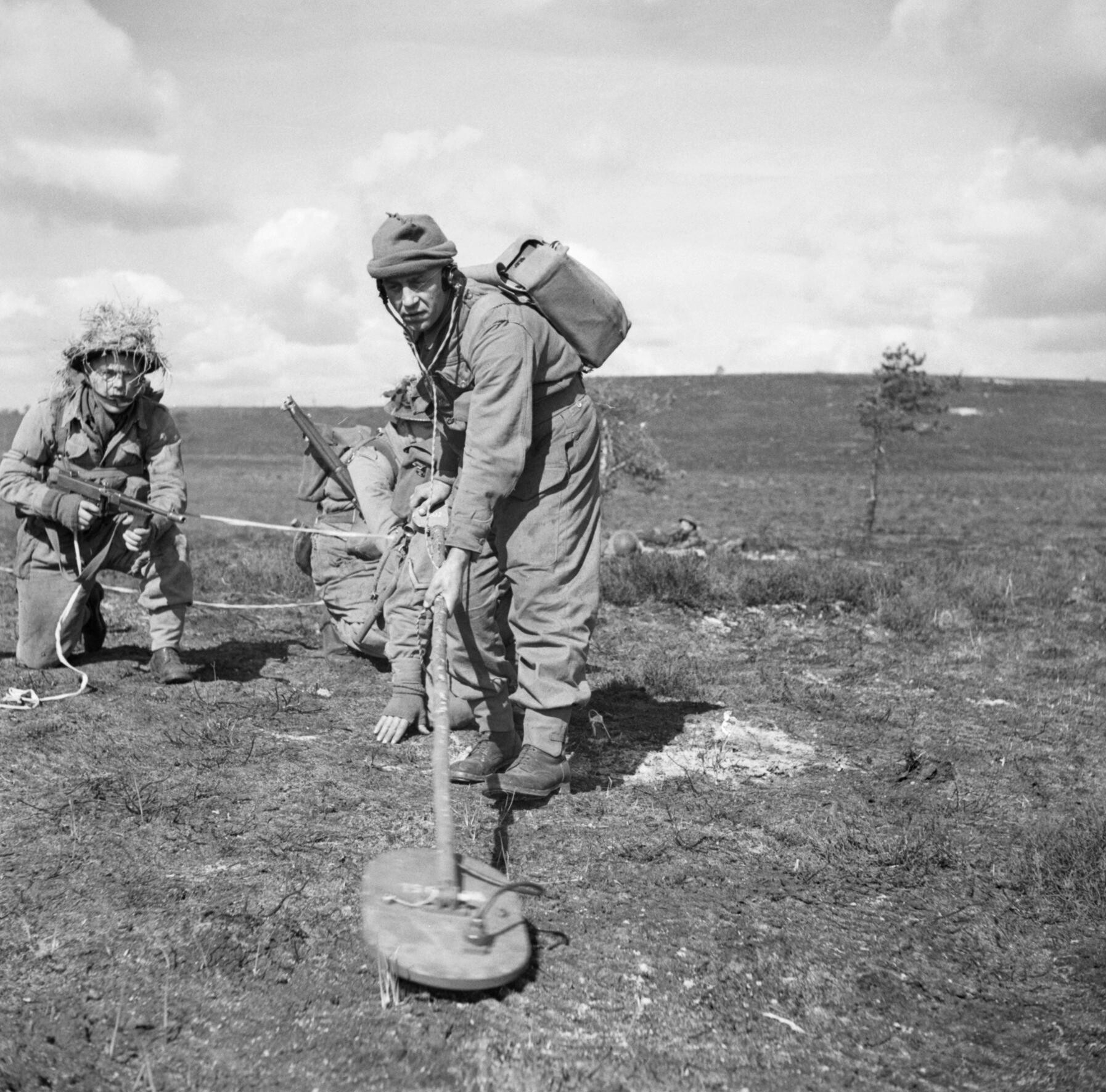
Fantassins de la British Army s'entrainant avec un détecteur de mine dans le Dorset le 7 mai 1943.

Le détecteur de mines polonais est un détecteur de métaux portatif inventé par Józef Kosacki, un officier de l'armée polonaise durant la Seconde Guerre mondiale, précisément durant l'hiver 1941/1942. Son premier modèle, le Mark I, sera suivi du Mark II et du Mark III. Il a été depuis lors en dotation dans de nombreuses armées, principalement pour le déminage et dans l'armée britannique durant la première Guerre du Golfe et jusqu'en 1995 dans sa version Mark 4c.

## Description
1. Plateau de détection
2. Poignée en deux parties avec contrepoids
3. Boitier fixé sur le manche
4. Amplificateurs et batterie dans un sac à dos.
5. Casque d'écoute